# 하비에르 데 페드로
프란시스코 하비에르 "하비" 데 페드로 팔케(스페인어: Francisco Javier "Javi" de Pedro Falque, 1973년 8월 4일, 라리오하 지방 로그로뇨 ~)는 스페인의 전 축구 선수이다.
그는 좌측 미드필더로 주로 레알 소시에다드에서 활동했는데, 왼발로 강하게 차 넣을 수 있는 선수였다. 그는 4개국의 타지에서 프로 선수로 활약하기도 했다.
데 페드로는 스페인을 대표로 하여 2002년 FIFA 월드컵에 참가한 전적이 있다.

## 클럽 경력
레알 소시에다드의 유소년부 출신인 데 페드로는 1993년 11월 7일, 1-3으로 패한 예이다와의 안방 경기에서 교체로 들어가 1군 신고식을 치렀다. 이후, 그는 라 리가에 소속된 1군의 주축 선수가 되었고, 수 차례 득점 기회를 창출하고 직접 득점하는 데에 모두 두각을 나타냈다: 2002-03 시즌, 그는 29경기에 출전해 3골을 기록해 바스크 연고 구단의 준우승에 일조했는데, 같은 시즌에 우승한 레알 마드리드와는 고작 승점 2점차였다. 이듬해 UEFA 챔피언스리그에서는 2-4로 패한 유벤투스와의 원정 경기에서 교체로 들어가 막판 만회골을 기록하기도 했다.
데 페드로는 2004년 6월 중순에 블랙번 로버스로 이적했는데, 앞서 사우샘프턴 행을 거절했고, 계약 잔여 기간까지 평소처럼 출전했다. 그는 8월 14일, 새 소속 구단의 첫 경기에 출전했는데, 그는 1-1로 비긴 웨스트 브로미치 앨비언과의 프리미어리그 안방 경기에 선발로 출전해 후반에 투가이 케리몰루와 교체되어 나갔다.
2005년 1월 31일, 시즌의 겨울 이적 시장 말일, 데 페드로는 블랙번 로버스에서 방출되어 자유이적으로 페루자에 합류했지만, 몇 경기 출전하는데 그쳤고, 레알 소시에다드 시절 동료이자 IFK의 단장 호산 밀의 도움으로 이후 스웨덴의 IFK로 이적했다. 그러나, 12월에 그곳에서도 사적인 이유로 떠나게 되었다.
이후, 데 페드로는 그리스 풋볼 리그의 에르고텔리스에서 친선전 몇 경기를 뛰는 데 그쳤다. 이후 스페인으로 돌아가 부르고스에서 뛰었지만, 세군다 디비시온 B 경기에 몇 경기 출전하지 못했다.
데 페드로는 2007-08 시즌에 레알 소시에다드와 스페인 국가대표팀 동료 아구스틴 아란사발과 카나리아 제도의 푸에르토 데 라 크루스 지역의 구단 베라에서 재회했으나, 선수단 감독이 선수단에 대한 헌신이 부족하다는 이유로 방출했다. 그는 이후 현역 은퇴를 선언했고, 감독 자격증을 따는 데에 집중했다.

## 국가대표팀 경력
1998년 9월 23일, 그라나다에서 러시아와의 친선경기에서 스페인 국가대표팀 첫 경기를 치른 후, 데 페드로는 2002년 FIFA 월드컵에 참가해 5경기 모두 선발로 출전했다. 그가 마지막으로 출전한 국가대표팀 경기는 2003년에 치렀다.
데 페드로는 바스크 국가 자치 대표팀 소속으로 뛰기도 했는데, 나이지리아전과 모로코전에서 골을 기록했다.

### 국가대표팀 득점 기록
| #  | 날짜             | 경기장                        | 상대     | 점수 | 최종결과 | 대회     |
| -- | ---------------- | ----------------------------- | -------- | ---- | -------- | -------- |
| 1. | 1998년 11월 18일 | 이탈리아 살레르노 아레키      | 이탈리아 | 1–1  | 2–2      | 친선경기 |
| 2. | 2003년 4월 30일  | 스페인 마드리드 비센테 칼데론 | 에콰도르 | 1–0  | 4–0      | 친선경기 |

## 사생활
2009년 11월, 데 페드로는 음주운전으로 체포되었고, 면허가 취소되었다. 2018년 1월, 그는 가정폭력으로 체포되었다.

## 수상
스페인 U-21
- UEFA U-21 축구 선수권 대회 준우승: 1996[15]